# Antônio Joaquim da Silva
Antônio Joaquim da Silva, também conhecido por Menino Diabo, foi um revolucionário brasileiro que lutou na Revolução Farroupilha.
Natural de Portugal, foi apelidado de Menino Diabo por causa da baixa estatura e crueldade. No início da Revolução andava em dois lanchões promovendo ataques na região de Porto Alegre. Perseguido, subiu o rio Taquari, onde reuniu uma tropa de cerca de 300 homens e saqueou a vila de Rio Pardo, em 1836.
Logo depois passou a operar na região de São Leopoldo, onde liderou roubos e assassinatos em Estância Velha, Ivoti, Dois Irmãos, Morro Reuter, Picada Café e Lomba Grande. Entre as vítimas encontram-se os colonos Adão Knierim e Henrique Morschel.
Foi finalmente ferido e preso pelo colono Mathias Mombach e alguns companheiros, que o encontraram com seu bando na estrada de Dois Irmãos, foi então linchado.